# Париж, я люблю тебе
«Париже, я люблю тебе» (фр. Paris, je t'aime) — кіноальманах, що складається з вісімнадцяти історій про різні прояви любові, кожна з яких відбувається у певному окрузі Парижа (спочатку був план зняти історії в кожному з двадцяти округів, але згодом від двох вирішено було відмовитися). Перлиною проекту є те, що екранна тривалість кожного з короткометражних роликів становить п'ять хвилин, причому у кожної історії — свій режисер, сценарист і актори.
Прем'єра фільму відбулася 18 травня 2006 року на Міжнародному Каннському кінофестивалі.

## Касові збори
Під час показу в Україні, що розпочався 25 січня 2007 року, протягом перших вихідних фільм зібрав $21,073 і посів 9 місце в кінопрокаті того тижня. Фільм піднявся на четверту сходинку українського кінопрокату наступного тижня і зібрав за ті вихідні ще $20,128. Загалом фільм в кінопрокаті України пробув 5 тижнів і зібрав $131,480, посівши 93 місце серед найбільш касових фільмів 2007 року.